# مويرا كيلي
مويرا كيلي (بالإنجليزية: Moira Kelly)‏ هي مغنية وممثلة أمريكية، ولدت في 6 مارس 1968 بكوينز في الولايات المتحدة. من الجوائز التي نالتها لفافة الشرف النسائية الفيكتورية ‏.

## أعمال

### أفلام
- (1992) تشابلن
- (1994) الأسد الملك[5]
- (1998) عهد سمبا[6]
- (2004) هاكونا ماتاتا[7]
- (2007) تذكر المذهول

### مسلسلات
- قانون ونظام[8]

## جوائز
- لفافة الشرف النسائية الفيكتورية [الإنجليزية]‏

## وصلات خارجية
- مويرا كيلي على موقع IMDb (الإنجليزية)
- مويرا كيلي على موقع روتن توميتوز (الإنجليزية)
- مويرا كيلي على موقع ألو سيني (الفرنسية)
- مويرا كيلي على موقع أول موفي (الإنجليزية)
- مويرا كيلي على موقع قاعدة بيانات الأفلام السويدية (السويدية)
- مويرا كيلي على موقع إن إن دي بي (الإنجليزية)
- مويرا كيلي على موقع قاعدة بيانات الفيلم (الإنجليزية)
- مويرا كيلي على موقع كينوبويسك (الروسية)